# ویتوریو امانوئله اورلاندو
ویتوریو امانوئل اورلاندو (ایتالیایی: Vittorio Emanuele Orlando; ۱۹ مهٔ ۱۸۶۰ – ۱ دسامبر ۱۹۵۲) یک سیاست‌مدار اهل ایتالیا بود که از تاریخ ۳۰ اکتبر ۱۹۱۷ تا تاریخ ۲۳ ژوئن ۱۹۱۹ سمت نخست وزیری، از تاریخ ۱۸ ژوئن ۱۹۱۶ تا تاریخ ۲۳ ژوئن ۱۹۱۹ سمت وزارت کشور ایتالیا را برعهده داشت.

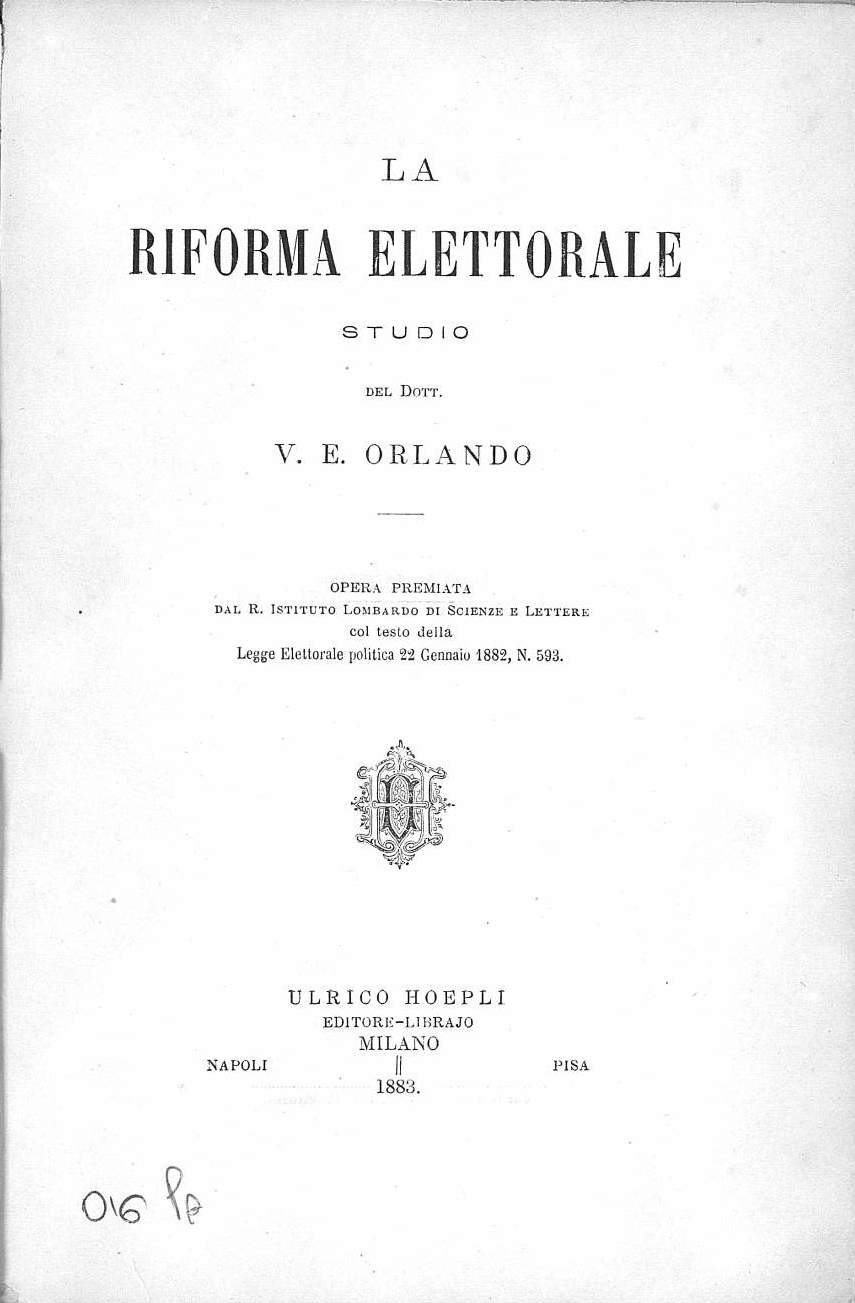
La riforma elettorale, 1883